# 菅進 (政治家)
菅 進（かん すすむ、1902年〈明治35年〉8月19日 - 1979年〈昭和54年〉6月3日）は日本の政治家。琴似町議会議員2期、札幌市議会議員4期を務めた。
北海道札幌市北区新琴似の発展に尽力したほか、吹田 晋平（すいた しんぺい）の名で歌人としても活躍した。

## 来歴
1902年（明治35年）8月19日、熊本県出身の新琴似屯田兵・菅倉太とヤヲの間に、次男として生まれる。
1917年（大正6年）に新琴似小学校高等科を卒業後、父・倉太と兄・運のもとで農業に従事し、1925年（大正14年）に23歳で自立した。
1926年（大正15年）、琴似町青年団新琴似分団副団長に就任し、公職での活動を始めた。
1928年（昭和3年）、26歳で石狩町生振の安孫子慶と結婚。
1935年（昭和10年）には南六番通農業実行組合長に就任し、以後も新琴似南六番通部落会長、琴似町翼賛壮年団副団長を歴任して、地域の有力者の一角となる。
慶との間には実子に恵まれなかったため、1938年（昭和13年）、弟・寿勝の次男である茂生を養子に迎える。
1947年（昭和22年）、45歳で琴似町議会議員に初当選し、1951年（昭和26年）に再選される。琴似町が札幌市と合併した1955年（昭和30年）には札幌市議会議員として当選し、次の1959年（昭和34年）では落選するものの1963年（昭和38年）には市議に返り咲き、さらに2回の連続当選を重ねた。
1974年（昭和49年）11月、地方自治功労者として勲五等双光旭日章を受ける。
1975年（昭和50年）に政界を引退し、琴似町時代から数えて24年間の議員活動に終止符を打った。この間にも数多くの公職に就いており、新琴似農協理事、自民党新琴似支部長、札幌神社代表委員、新琴似神社敬神講講長、新琴似地区社会福祉協議会長、新琴似小学校および中学校のPTA会長など、枚挙にいとまがない。
だが1975年（昭和50年）9月には、ソビエト連邦への産業視察中に妻・慶がガンで危篤との報せが入り、大急ぎで帰国したものの1日遅れで死に目に会えなかったという不幸に見舞われている。
1978年（昭和53年）3月、議員時代に注力していた案件である札幌市営地下鉄南北線の北24条駅から麻生駅までの延伸が実現し、開通祝賀会に協賛会長として出席する。
1979年（昭和54年）6月3日、心不全により77歳で没した。

### 歌人としての活動
1916年（大正5年）、14歳のころに小学校の担任である福岡正から、初めて短歌の指導を受ける。さらに江別から来た代用教員の渡辺金次郎の影響を受け、少年雑誌に短歌を投稿し始めた。
『文章倶楽部』や『新国民』などへの投稿を続けていたところで1923年（大正12年）、21歳のときに地元の田中重忠、関山祐一郎らと知り合い、特に関山は『橄欖』『アカシヤ』に短歌を発表していたため、刺激を受ける。
1924年（大正13年）、白水春二・大江剛男・田中重忠・関山祐一郎・渡辺金次郎らと「新琴似短歌会」を結成し、毎月例会を開くようになった。また同年、ペンネームを「菅白洋」から「吹田晋平」に改めている。
1926年（大正15年）11月14日、白水春二が社友となっていた『創作』の主宰である若山牧水が、新琴似を来訪した。このとき吹田は自動車を仕立てて牧水を出迎えに行ったが、もう少しで新琴似に着くというところで車がパンクしてしまった。強まる吹雪の中、下駄を脱ぎ足袋を履いただけで泥の道を歩き出した牧水の姿を見て、吹田は「相済まないと背筋にヒヤ汗が流れ出た」という。
1938年（昭和13年）、改造社の『新万葉集』巻七に8首が掲載され、一躍名を高める。
以降は北海道歌人協会員、『土筆』同人、『アララギ』会員、日本歌人クラブ会員、『原始林』同人などとして作歌活動を行った。

## 人物
- 議員としての後任である野間義男は、「不言実行の人だった。強引な面もあったが、信じたことは断固通すという意思の強さは見事なほどだった」と評している[7]。
- 公職に奔走して家を留守にしがちな進を支える慶の姿を見て、不憫に思った姪のトク子に「どうして選挙に出るの」と問われたとき、「俺はベタ足で兵隊にも行かれなかったから、そのぶん村のために働くのだ」と答えたという[4]。
- 弟の寿勝は、「余り冗談をいわず、身内としても淋しいおもいがした」と語っている[6]。

## 著作（歌集）
- 『平原』原始林社、1961年（昭和36年）8月、531首収録[6]。
- 『植樹祭』短歌研究社、1969年（昭和44年）6月、517首収録[6]。
- 『熱帯樹の街』短歌研究社、1973年（昭和48年）9月、528首収録[6]。
- 『耕土』、1974年（昭和49年）8月、384首収録[6]。
- 『流転』柏葉書院、1976年（昭和51年）。
- 『吹田晋平歌集』柏葉書院、1979年（昭和54年）5月、3125首収録[6]。

## 碑
吹田晋平の歌碑は、北区歴史と文化の八十八選のうち2つに選定されている。
そのほか、1980年（昭和55年）5月25日には新琴似北会館に菅進先生顕彰胸像が建立された。制作は当時秋田大学助教授の峯田敏郎。

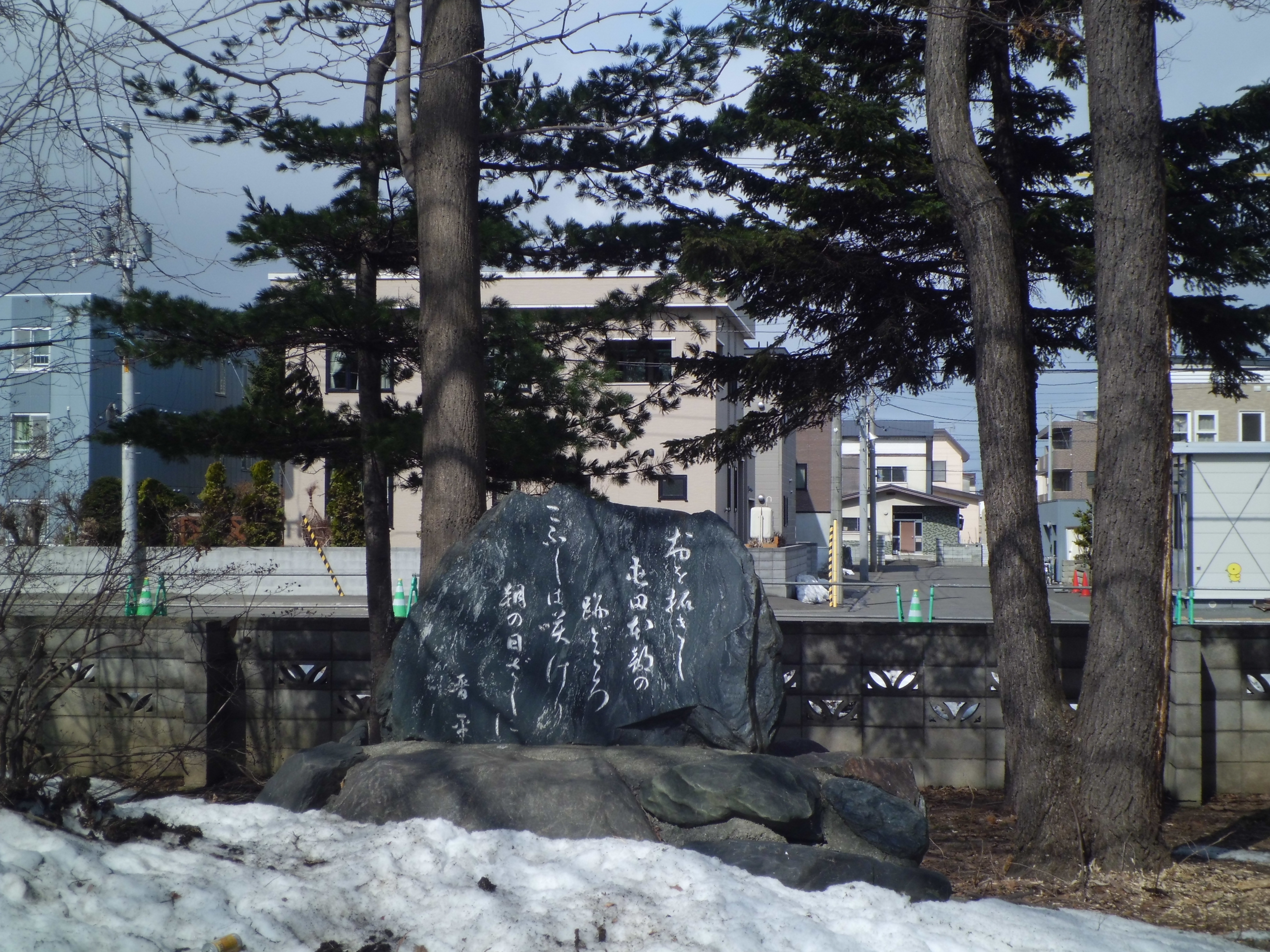
吹田晋平歌碑
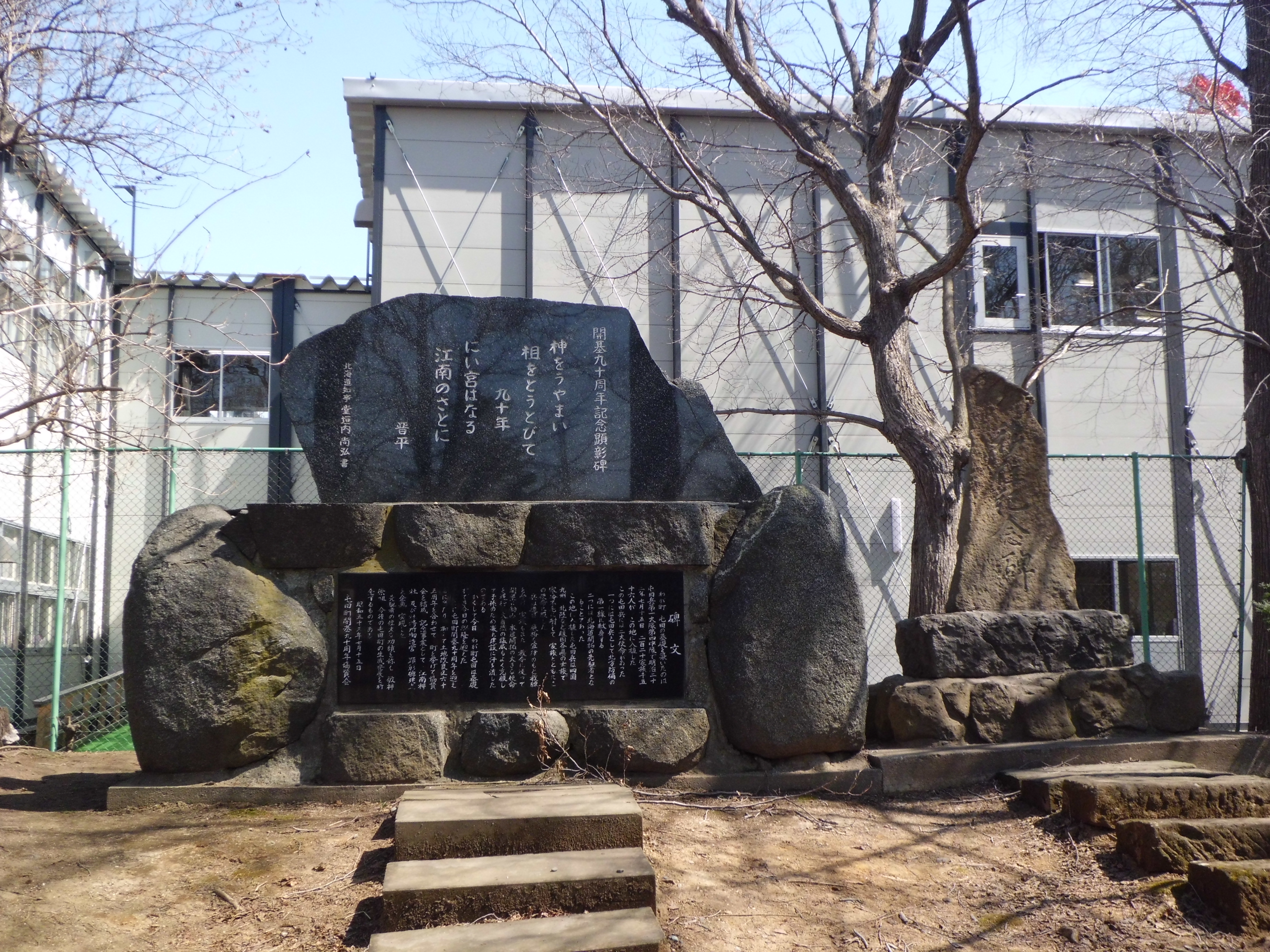
屯田開基九十周年記念顕彰碑
菅進先生顕彰胸像